# Falcó selvàtic de Buckley
El falcó selvàtic de Buckley (Micrastur buckleyi) és una espècie d'ocell rapinyaire de la família dels falcònids (Falconidae) que habita la selva humida de l'est de l'Equador, del Perú, oest del Brasil i del sud-est de Colòmbia. El seu estat de conservació es considera de risc mínim.